# Pyrrhia umbrago
Pyrrhia umbrago là một loài bướm đêm trong họ Noctuidae.